# Arubas ministerråd
Arubas Ministerråd består af lederne af regeringens ministerier. Medlemmerne bliver valgt af Staten (Arubas parlamet).

## Medlemmer
| Portefølje                          | Minister        |
| ----------------------------------- | --------------- |
| Premierminister                     | Nelson Oduber   |
| Undervisningsminister               | Fredis Refenjol |
| Finans- og Økonomiminister          | Nilo Swaen      |
| Indenrigsminister                   | Nelson Oduber   |
| Justitsminister                     | Rudy Croes      |
| Sundhedsminister                    | Booshi Wever    |
| Minister for offentlige arbejder    | Marisol Tromp   |
| Sports-, Kultur- og Arbejdsminister | Ramon Lee       |
| Turisme- og Transportsminister      | Eddy Briesen    |

## Eksterne Henvisninger/Kilder
CIA – World Leaders Arkiveret 15. januar 2009 hos  Wayback Machine